# Synagoge (Czarnków)
Koordinaten: 52° 54′ 20,5″ N, 16° 33′ 58″ O

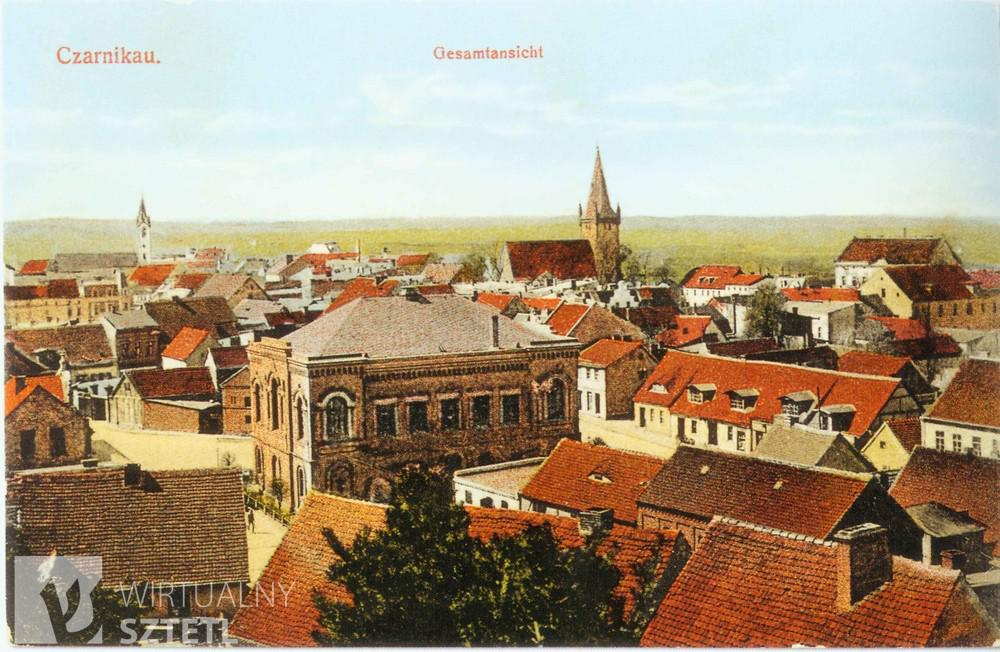
Ansichtskarte von Czarnków mit Synagoge (Bildmitte)

Die Synagoge in Czarnków (deutsch Czarnikau), der polnischen Kreisstadt des Powiat Czarnkowsko-Trzcianecki in der Woiwodschaft Großpolen, wurde 1878 errichtet. Die repräsentative Synagoge im Stil des Historismus befand sich im Stadtzentrum.
Der rote Backstein wurde von Shlomo Popper eingeweiht, der 35 Jahre in Czarnikau als Rabbiner tätig war.
Die Synagoge wurde von den deutschen Besatzern im September 1939 zerstört und die Ruine wurde kurz danach abgerissen. Die verbliebenen Juden wurden im Dezember 1939 ins Ghetto Łódź verbracht.